# Rataje
Rataje (izvirno srbsko Ратаје) je naselje v Srbiji, ki upravno spada pod Mesto Vranje; slednja pa je del Pčinjskega upravnega okraja.

## Demografija
V naselju, katerega izvirno (srbsko-cirilično) ime je Ратаје, živi 466 polnoletnih prebivalcev, pri čemer je njihova povprečna starost 38,1 let (36,3 pri moških in 39,9 pri ženskah). Naselje ima 162 gospodinjstev, pri čemer je povprečno število članov na gospodinjstvo 3,83.
To naselje je, glede na rezultate popisa iz leta 2002, večinoma srbsko.
|  |

| Demografija | Demografija     | Demografija     |
| Leto        | Št. prebivalcev | Št. prebivalcev |
| ----------- | --------------- | --------------- |
|             |                 |                 |
|             |                 |                 |
|             |                 |                 |
|             |                 |                 |
| 1948        | 736             |                 |
| 1953        | 755             |                 |
| 1961        | 664             |                 |
| 1971        | 644             |                 |
| 1981        | 656             |                 |
| 1991        | 611             | 601             |
| 2002        | 654             | 620             |
|             |                 |                 |

| Etnična sestava po popisu iz leta 2002 | Etnična sestava po popisu iz leta 2002 | Etnična sestava po popisu iz leta 2002 | Etnična sestava po popisu iz leta 2002 | Etnična sestava po popisu iz leta 2002 |
| -------------------------------------- | -------------------------------------- | -------------------------------------- | -------------------------------------- | -------------------------------------- |
| Srbi                                   | Srbi                                   |                                        | 619                                    | 99,83%                                 |
| Makedonci                              | Makedonci                              |                                        | 1                                      | 0,16%                                  |
| Neznano                                | Neznano                                |                                        | 0                                      | 0,0%                                   |